# Acremodontina atypica
Acremodontina atypica is een slakkensoort uit de familie van de Trochaclididae. De wetenschappelijke naam van de soort is voor het eerst geldig gepubliceerd in 1937 door Powell.